# Bacqueville de la Potherie
Pour les articles homonymes, voir Bacqueville.

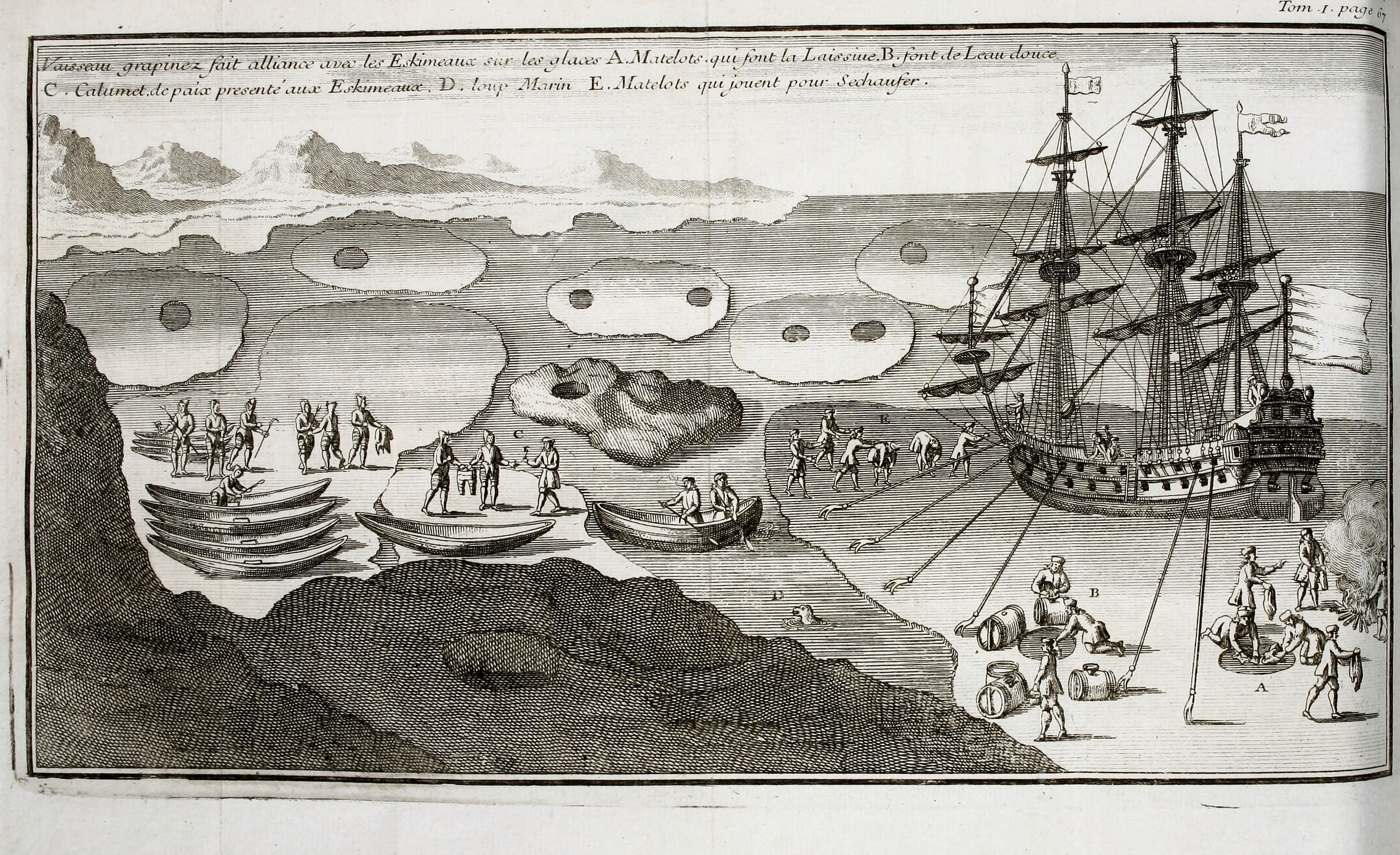
Illustration tirée de lHistoire de l'Amérique septentrionale (1722) représentant le navire le Pélican rencontrant les Inuits sur les glaces de la baie d'Hudson en 1697.

Claude-Charles Le Roy de la Potherie, dit Bacqueville de la Potherie, est un historien français de la Nouvelle-France. Il est né à Paris le 15 mai 1663, et il est mort en Guadeloupe le 18 avril 1736.

## Biographie
Bacqueville de la Potherie arrive en Nouvelle-France en 1698 (après être passé par Terre-Neuve en 1697) et y séjourne jusqu’en 1701, occupant le poste de contrôleur de la marine et des fortifications au Canada, un poste administratif très important. En 1697, il participe, sur le Pélican à la campagne de Pierre Le Moyne d'Iberville dans la baie d'Hudson pour s'emparer de Fort Nelson. Il est présent à la bataille navale qui se déroule devant le fort. Arrivé en novembre 1698 à Québec, il assiste aux funérailles du gouverneur Louis de Buade de Frontenac (1622-1698). 
La connaissance de l’Amérique du Nord de Bacqueville de la Potherie se limite surtout à la vallée du fleuve Saint-Laurent. Toutefois, il se passionne pour l'histoire de cette colonie française et interroge de nombreux acteurs de l'expansion française en Amérique du Nord, notamment des militaires, des coureurs des bois, des interprètes, des missionnaires… Grâce à ces nombreux témoignages, il rédige son Histoire de l’Amérique septentrionale.
Ce livre retrace l’histoire de la présence française en Amérique du Nord depuis les découvertes de Jacques Cartier, et il accorde une large place aux relations diplomatiques entre les Français et les Amérindiens à la fin du XVIIe siècle, et notamment à la Grande paix de Montréal de 1701, qui réunit dans cette même ville des centaines d’ambassadeurs amérindiens et le gouverneur français Hector de Callières. Bacqueville de la Potherie fait des Amérindiens des acteurs à part entière de l'histoire de l'Amérique du Nord française. Son œuvre magistrale paraît en 1722.